# Sittelle à tête brune
Sitta pusilla
Espèce
Répartition géographique
Statut de conservation UICN

 LC  : Préoccupation mineure
La Sittelle à tête brune (Sitta pusilla) a la calotte brun terne, bordée par une étroite ligne foncée. Une tache claire sur la nuque contraste avec le brun de la tête et le gris-bleu du dos. Elle a les joues, le menton et la gorge blancs. Les parties inférieures sont blanchâtres. Les rémiges sont foncées. La queue est foncée avec des taches blanches sur les plumes extérieures.
Le bec, les yeux, les pattes et les doigts sont noirs.
Les deux sexes ont tous deux les mêmes caractéristiques.
Le juvénile ressemble à l'adulte, mais en plus terne, avec plus de gris et moins de brun, et il lui manque souvent la tache blanche sur la nuque.
En 2016, il est proposé de considérer la sous-espèce insularis, endémique de Grand Bahama et en danger d'extinction, comme espèce à part entière, la Sittelle des Bahamas (S. insularis).

## Chant
Son cri est une double note haut perchée, répétée, ressemblant à un « couac ». Ces oiseaux sont constamment en train de « bavarder » pendant la période de reproduction. Les notes ressemblent aux syllabes « deut-deut-dend-dend », pas très musicales, mais pas désagréables non plus.

## Habitat
Elle est assez commune dans les forêts de pins et dans les forêts ouvertes où des feux périodiques laissent des souches propres à la nidification de l'espèce.

## Distribution
Elle se trouve aux Bahamas et dans l'extrême sud-ouest de l'Oklahoma, dans le sud de l'Arkansas et dans les états côtiers des États-Unis de l'est du Texas jusqu'au Delaware au nord.

## Mode de vie
Elle est capable d'utiliser des écailles d'écorce comme un levier ou un outil pour aller chercher sa nourriture sous l'écorce. Elle garde son outil qu'elle transporte d'arbre en arbre. Elle peut aussi l'utiliser comme couverture pour cacher des graines.
En hiver, elle rejoint des groupes plurispécifiques pour se nourrir. Elle doit rivaliser avec les parulines des pins pour la nourriture. Elles s'attaquent réciproquement pour garder leurs zones de cueillette préférée.
Elle se repose et dort dans une cavité dans un arbre, ou sur une branche. Le couple dort dans le nid avant la ponte et durant la période de nidification.
La sittelle à tête brune est très active. Elle est souvent vue en train de monter, descendre, tourner avec une rapidité de mouvement bien plus grande que chez la plupart des autres oiseaux. Elle examine chaque trou et crevasse dans l'écorce, aussi bien que chaque feuille ou brindille où elle trouve de la nourriture.
On la voit aussi sur le sol, sautillant et retournant les feuilles mortes pour chercher sa nourriture.
Elle a un vol rapide et agile.

## Nidification
Le nid de la sittelle à tête brune est situé dans un pin, dans un trou dans une souche, plutôt assez haut, dans des cavités naturelles ou des loges abandonnées, ou encore dans des cavités qu'ils creusent eux-mêmes ensemble.
Le nid est fait d'herbes, plumes, poils, membranes des graines de pins, mousse, radicelles et végétation douce.
La femelle dépose 4 à 6 œufs tachetés. L'incubation dure environ 14 jours, assurée par la femelle, souvent nourrie par le mâle pendant cette période. Les poussins sont nidicoles. Les jeunes quittent le nid à l'âge d'environ 19 jours. Après avoir quitté le nid, ils restent ensemble. Ils peuvent prendre soin des jeunes d'une seconde couvée. Habituellement, ce sont les jeunes mâles ou les aînés d'une couvée précédente issus du couple reproducteur.
Cette espèce produit une ou deux couvées par saison.

## Régime
Elle consomme de petits insectes et leurs œufs, des scarabées, des araignées et des graines de pins.

## Parasites
La Sittelle à tête brune peut être l'hôte de certains parasites comme les protistes Leucocytozoon ou Haemoproteus et de microfilaires.